# Rewolucyjny Związek Młodzieży
Rewolucyjny Związek Młodzieży – marksistowska antystalinowska organizacja młodzieżowa utworzona w wyniku rozpadu Związku Młodzieży Polskiej. 26 listopada 1956 warszawska narada aktywu ZMP, solidaryzując się z przemianami Października 1956 r., powołała komitet koordynacyjny RZM i sformułowała założenia ideowo-polityczne Związku. Dwa dni później powołane zostały komitety RZM na Uniwersytecie Jagiellońskim i w Hucie im. Lenina w Krakowie. 6-7 grudnia 1956 w Warszawie odbyła się krajowa narada delegatów rewolucyjnych grup młodzieżowych, na której powołano Centralny Komitet Organizacyjny RZM. 2-3 stycznia 1957 odbył się wspólny kongres RZM i Związku Młodzieży Robotniczej, na którym powołano Związek Młodzieży Socjalistycznej. Przewodniczącym RZM był Józef Lenart, do działaczy należał m.in. przyszły reżyser Jerzy Grotowski i Eugeniusz Noworyta.